# Anthony Howe
Anthony Howe (Salt Lake City, 1954) es un escultor cinético estadounidense que crea esculturas impulsadas por el viento que se asemejan a criaturas y vórtices alienígenas pulsantes. Utiliza el diseño asistido por ordenador, dando forma a los componentes metálicos con un cortador de plasma y completando su trabajo con técnicas tradicionales de metalurgia.
Howe diseñó un caldero y una escultura cinética para los Juegos Olímpicos de Verano de 2016.

## Trayectoria
Entre 1969 y 1973, Howe asistió a The Taft School, y durante los siguientes seis años se matriculó en la Universidad de Cornell y en la Skowhegan School de pintura y escultura. En 1979, construyó una casa en una remota cima de una montaña en New Hampshire. Allí pintó paisajes pastorales durante cinco años y expuso su trabajo en la Gallery on the Green en Lexington, Massachusetts. Sus pinturas se encuentran en las colecciones de Teradyne, la Universidad de Harvard, la colección William Small y otras colecciones públicas y privadas.
En 1985, Howe se mudó a Nueva York y pasó de la pintura a la escultura cinética. Cuatro años más tarde, su primer trabajo estuvo colgado de los cables de un viejo ascensor tendidos entre edificios. En 1993, se incorporó a la Kim Foster Gallery en Nueva York, y al año siguiente se mudó a la Isla Orcas en Washington, donde volvió a construir una casa y abrió su propia galería.

“Intento, con una economía de medios, construir objetos cuyas referencias visuales van desde la parafernalia de ciencia ficción de bajo nivel tecnológico hasta modelos microbiológicos o astronómicos. Utilizando principalmente armaduras de acero inoxidable que son impulsadas ya sea por formas curvilíneas martilladas o discos recubiertos de fibra de vidrio plana, espero que las piezas asuman una elegancia lineal y de repuesto cuando las condiciones son tranquilas, mutando a una animación estridente cuando el viento se levanta. Múltiples ejes finamente balanceados, simétricos y asimétricos, conspiran para crear una armonía tridimensional visualmente satisfactoria”.
Anthony Howe

Afirma que uno de sus métodos para probar las esculturas es fijándolas en la parte superior de su camioneta y luego conduciendo por la pista de aterrizaje local.
En agosto de 2015, a Howe le ofrecieron diseñar un caldero para las olimpiadas de verano de 2016, celebradas en Río de Janeiro, en Brasil. Los organizadores de los juegos habían decidido evitar el típico caldero y llama grandes por ser conscientes del impacto en el medio ambiente, lo que resultó en la construcción de un pequeño caldero con una escultura cinética más grande para acompañarlo. La escultura, un anillo de barras giratorias de 12,2 metros de diámetro, con placas y esferas reflectantes, tenía como objeto realzar el aspecto de la llama más pequeña, proporcionando un efecto inspirado en la "energía pulsante y el reflejo de la luz" del sol. La escultura fue diseñada en su estudio en la Isla Orcas, y su construcción final tuvo lugar en Montreal antes de ser enviada a Rio.

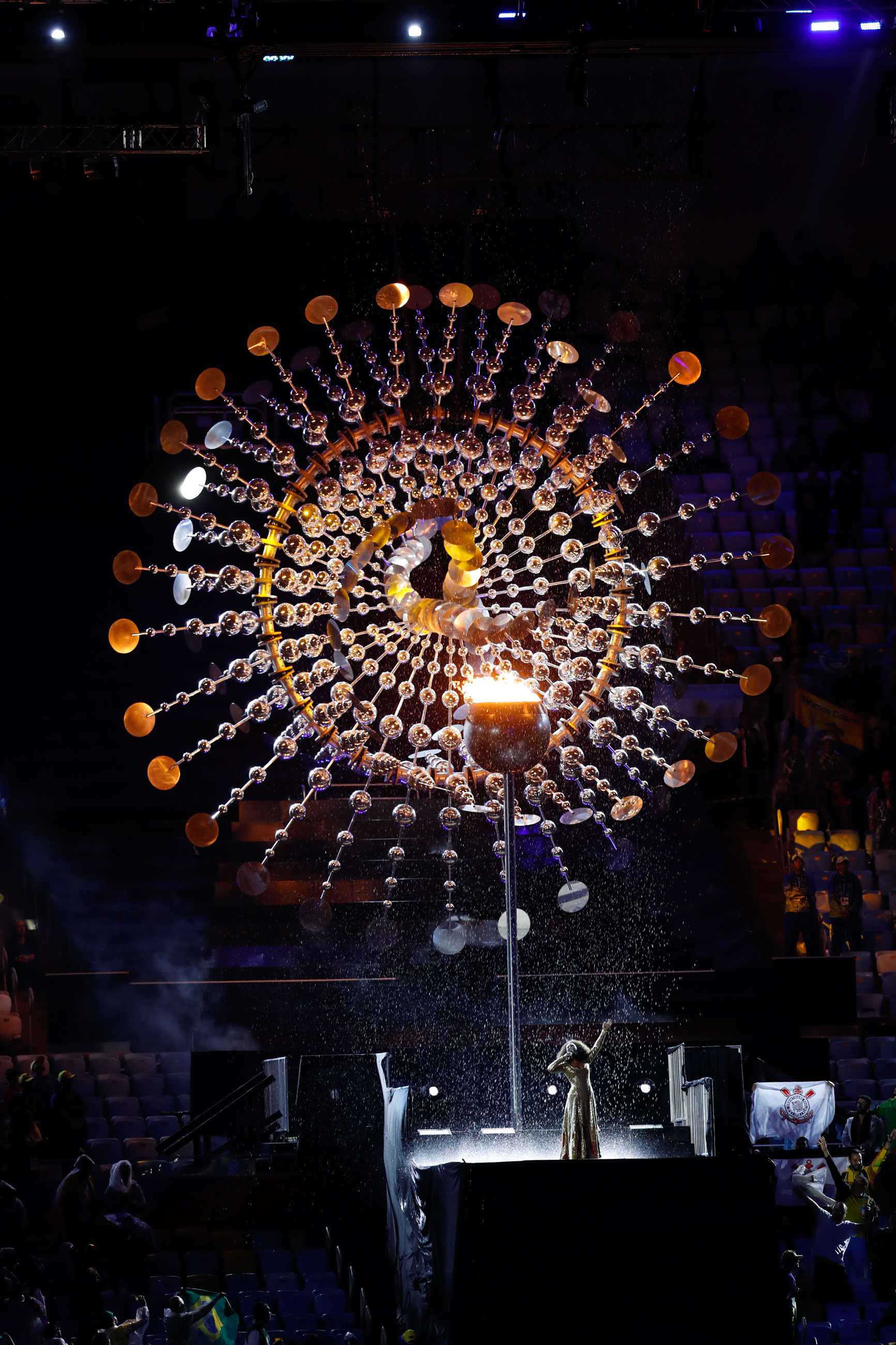
El caldero olímpico de Howe en la ceremonia de clausura de 2016.
Versión simplificada de la escultura cinética de Howe para el caldero de los Juegos Olímpicos de 2016, codificada por colores para mostrar su principio de funcionamiento.